# Parque Chas

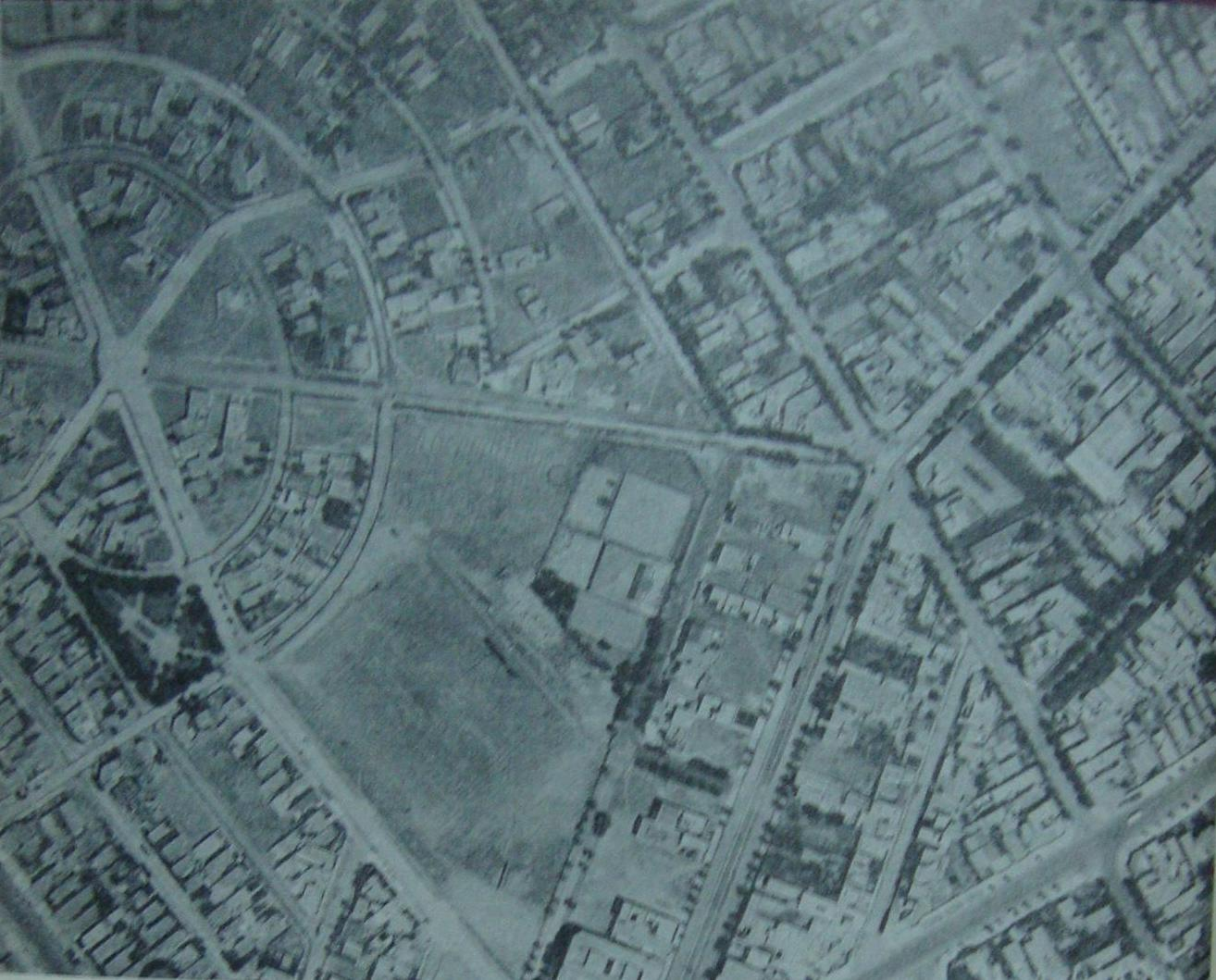
Vista aérea tomada en 1939. El barrio no estaba aún finalizado: no estaban ocupados todos sus lotes, ni se habían abierto todas sus calles.

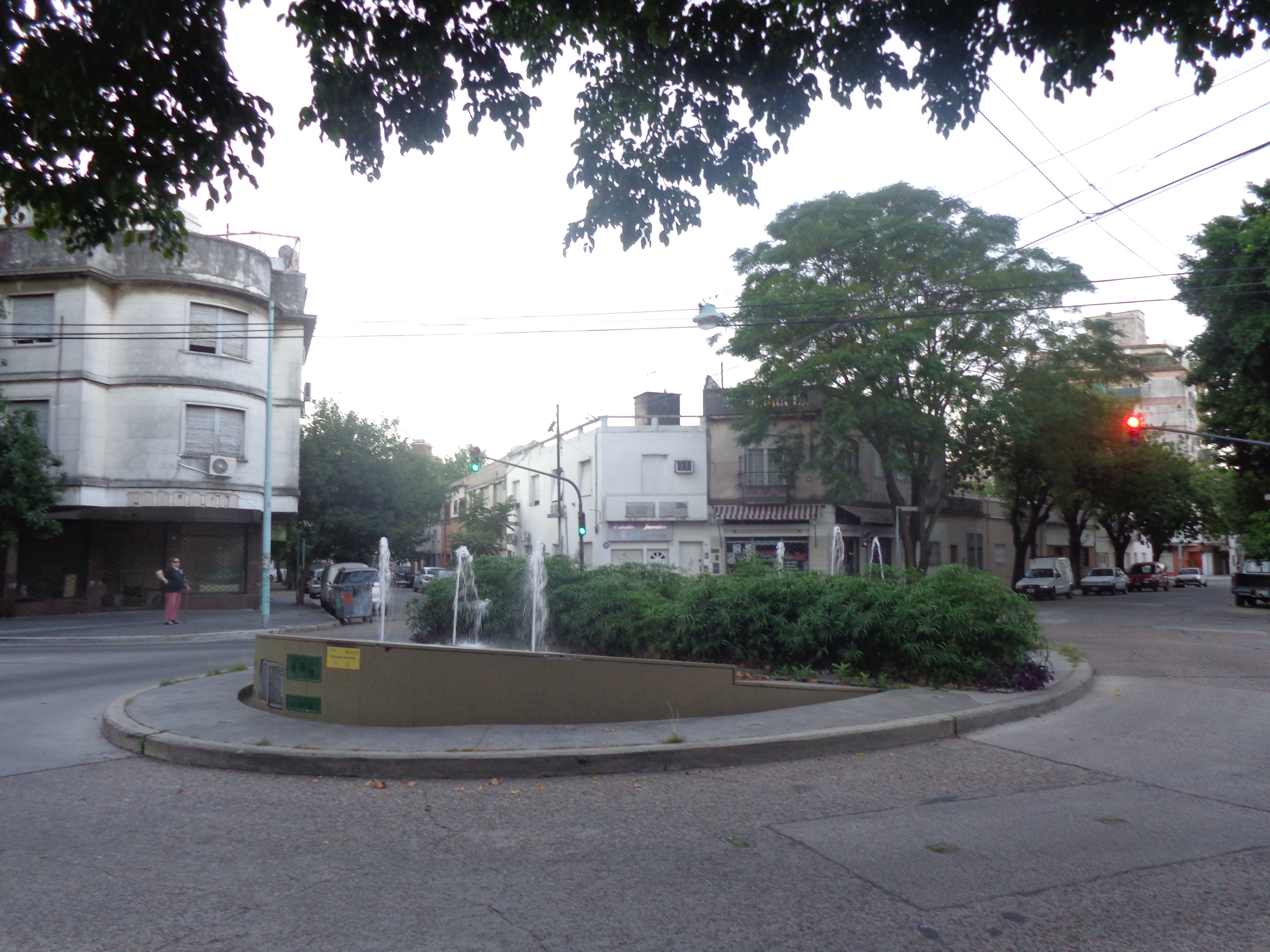
Intersección de Benjamín Victórica, Gándara, y Ávalos. Se observa una fuente de agua. La foto está tomada desde la esquina SE con Ávalos, en dirección SE-NO (a la derecha se observa la continuación de Ávalos, a la izquierda se observa Gándara).

Parque Chas es uno de los barrios en los que está dividida la ciudad de Buenos Aires. Es el último barrio en conformarse, ya que su formación fue aprobada por la Legislatura de la Ciudad de Buenos Aires el 6 de diciembre de 2005 a través de la ley n.º 1907/06. Si bien anteriormente había sido un barrio, en 1976 el intendente de facto Osvaldo Cacciatore durante la dictadura cívico-militar autodenominada Proceso de Reorganización Nacional le quitó esa condición. Tiene una superficie de 1,4 km² y una población total de 18.926 habitantes.
Está delimitado por las calles La Pampa, Av. Triunvirato, Avenida Combatientes de Malvinas, Chorroarín y Av. de los Constituyentes. Limita con los barrios de Villa Urquiza al norte, Villa Ortúzar al este, La Paternal al sur, y Agronomía al oeste. 
En el límite con el barrio de Villa Ortúzar sobre la avenida Triunvirato tiene su estación la línea B, en la estación De Los Incas - Parque Chas.
La principal característica y rasgo de identidad del barrio es la existencia, en su centro histórico, de una serie de calles circulares con nombres de ciudades europeas que le dieron fama de ser un verdadero laberinto. Existe una diagonal que corta alguna de estas calles: Antiguamente se llamó Doctor Vicente Chas (plano Bemporat 1931/32), luego cambió por La Internacional (Ordenanza n.º 5208/1933, B.M. n.º 3.483-4, y desde el año 1942 se denomina General Benjamín Victorica (Ordenanza n.º 13.947 - B.M n.º 6744).

## Personas
Vecinos de este barrio han sido o son:
- Miguel Ángel Guerra (piloto)
- Mario Segade
- Darío Lopilato
- Checho Batista
- Luisana Lopilato
- Adolfo Aristarain
- Néstor Centra
- Eduardo Mignogna
- Pola Oloixarac
- Axel Kicillof[4]
- Ichika Egashira[5]
- Tomás Rebord

## En el deporte
Dentro de los límites del barrio, en Av. Victorica y las calles Gándara, Ginebra y Londres, estuvo ubicada, entre 1927 y 1938 la cancha del Club Almagro  (por ese entonces "Sportivo Almagro"), uno de los escenarios deportivos y sociales más importantes de la época.   

## En la literatura
Parque Chas ha inspirado diversas obras literarias de escritores de distintas generaciones.
En la novela El cantor de tango de Tomás Eloy Martínez (2004), el protagonista se pierde en Parque Chas.
En la novela Cartas marcadas de Alejandro Dolina (2012), uno de los personajes centrales, el poeta Jorge Allen, es llevado a un laberinto subterráneo situado en Parque Chas. Los límites imprecisos del laberinto hacen que se mezcle con lo laberíntico del mismo barrio.
Del mismo autor puede citarse, una obra previa:"Historia de la manzana misteriosa de Parque Chas"
en "Crónicas del Ángel Gris" de 1988.
El cuento "Nosotros y el Laberinto" de Ariel Klein, ganador del concurso "Yo te cuento Buenos Aires VII" (2017) de la Legislatura de la Ciudad de Buenos Aires, transcurre íntegramente en Parque Chas, especialmente en la misteriosa esquina de "Bauness y Bauness".
El cómic Parque Chas con guion de Ricardo Barreiro e ilustraciones de Eduardo Risso trata acerca de los supuestos misterios del barrio. Esta historia fue publicada en la revista Fierro en el año 1987 desde el número 36 al 47. En el año 1987 desde el número 36 de la revista FIERRO (Ediciones de la Urraca), comenzó a publicarse Parque Chas. Alrededor de este barrio de Buenos Aires cuya forma repite la de un signo cabalístico y en la que los taxistas se pierden, Barreiro y Risso contaban historias unitarias y fantásticas. Una ventana que estaba prohibido abrir. Una patota de niños extraterrestres. Un automóvil asesino. Un monstruo escondido en las cloacas. Casanova vuelto a la vida. La extensión secreta de una línea de subterráneos ordenada por Perón. Parque Chas se convertía, de ese modo, en un triángulo de las Bermudas urbano y nuestro.
Tiempo después los autores decidieron continuar la serie, que ya habían publicado en Francia e Italia. Recuperan a los personajes de la primera, inclusive, en el primer capítulo, a Casanova, además de Aitana y el protagonista: "La pareja se enfrentaba en los túneles de Parque Chas contra los Krig's, criaturas de otro planeta que amenazaban a la Tierra. El cuco salva a los héroes a último momento y así encuentran la salida, aparecen en el obelisco". (Revista Fierro-Octubre 1991).

## En el cine
El cortometraje de dibujos animados para público infantil "Una Esquina Imposible" (dirigido por Pablo David Sánchez, Fabricio Basilotta y Ariel Klein) narra la fantástica aventura de un nieto y su abuelo en el barrio y resulta ganador en 2013 del concurso "Un barrio de película" (INCAA). También ganador del mismo certamen y dirigido por Ailín Miñaqui "Bauness y Bauness", cortometraje documental, retrata distintos vecinos del barrio y su historia.